# Botten, Arvika kommun
Botten är en bebyggelse utmed länsväg 175 öster om Glafsfjorden i Högeruds socken i Arvika kommun. Från 2015 avgränsar SCB här en småort.